# Gare de Chikanaga
La gare de Chikanaga (近永駅, Chikanaga-eki) est une gare ferroviaire localisée dans la ville de Kihoku, dans la préfecture d'Ehime au Japon. La gare est exploitée par la JR Shikoku, sur la ligne Yodo.

## Situation ferroviaire
Établie à 127 mètres d'altitude, la gare de Chikanaga est située au point kilométrique (PK) 60.4 de la ligne Yodo. 

## Histoire
- 18 octobre 1914 : Ouverture de la gare sous la gestion de la société des chemins de fer Uwajima. À cette époque, elle était un terminus de ligne.
- 12 décembre 1923 : La gare devient une gare de continuité de ligne jusqu'à la gare de Yoshino (actuellement Yoshinobu).
- 1er août 1933 : La gare est repris par la Japanese National Railways.
- 1er avril 1987 : La Japanese National Railways est découpée en plusieurs sociétés, la JR Shikoku reprend l'organisation de cette gare.

## Service des voyageurs

### Ligne ferroviaire
- JR Shikoku :
  - Ligne Yodo G40

### Quai
- Cette gare dispose d'un quai et de deux voies.

| N° de voie  | Ligne  | Direction    |
| ----------- | ------ | ------------ |
| Côté gare   | ▆ Yodo | Wakai        |
| Côté opposé | ▆ Yodo | Kita-Uwajima |